# Endoiastus
Endoiastus  (лат.) — род равнокрылых насекомых из семейства горбаток (Endoiastinae, Membracidae).
Неотропика: Южная Америка (Гайана, Эквадор), Центральная Америка (Гватемала, Коста-Рика, Никарагуа). Голова с антеродорсальными выступами на вершине. Голени задней пары ног с 3 продольными рядами капюшоновидных щетинок (cucullate setae).
Пронотум не выступает назад и не нависает над скутеллюмом (скутеллюм сзади заострённый). Задние крылья с редуцированным жилкованием, маргинальная жилка отсутствует. Образуют трофобиотичесике связи с муравьями
.

## Систематика
Род включён в трибу Endoiastini Deitz and Dietrich, 1993
- Endoiastus caviceps